# 14 Brygada Artylerii Przeciwpancernej
14 Sudecka Brygada Artylerii Przeciwpancernej (14 BAPpanc) – związek taktyczny artylerii przeciwpancernej ludowego Wojska Polskiego.

## Formowanie i zmiany organizacyjne
Brygada została sformowana jesienią 1944 roku na podstawie rozkazu Naczelnego Dowódcy WP nr 8 z 20 sierpnia 1944, najpierw w rejonie Chełma, a potem w rejonie Rejowca, Krasnego i Kani. Początkowo znajdowała się w odwodzie ND WP. W lutym 1945 została włączona do 2 Armii WP, w składzie której była do końca wojny. W uznaniu zasług brygada otrzymała miano „Sudeckiej”.
Rozkazem nr 0236/Org. Naczelnego Dowódcy WP z 8 września 1945, w terminie do 1 października 1945, została rozformowana (Łódzki OW), a sprzęt i ludzie wykorzystani do sformowania 54 pułku artylerii lekkiej i 21 samodzielnego dywizjonu artylerii przeciwpancernej dla 18 Dywizji Piechoty.

## Struktura organizacyjna brygady
- dowództwo 14 Sudeckiej Brygady Artylerii Przeciwpancernej
- 58 pułk artylerii przeciwpancernej
- 63 pułk artylerii przeciwpancernej
- 78 pułk artylerii przeciwpancernej
- 12 park artyleryjski
- bateria dowodzenia

Etat przewidywał 1439 żołnierzy. Każdy z trzech pułków artylerii przeciwpancernej posiadał w swoim składzie dowództwo, kwatermistrzostwo, pluton dowodzenia, pluton parkowy, pluton gospodarczy i warsztat puszkarsko-rusznikarski oraz sześć baterii przeciwpancernych. Każda z baterii miała pluton dowodzenia i dwa plutony ogniowe po dwa działony.

## Uzbrojenie zasadnicze
Na uzbrojeniu brygady znajdowały się:
- 24 x 76 mm armaty dywizyjne (ZiS-3)
- 48 x 57 mm armaty przeciwpancerne wz. 1943 (ZiS-2)
- 72 x rusznice przeciwpancerne
- 36 x karabinów maszynowych

## Marsze i działania bojowe
Z dniem 20 lutego brygada została podporządkowana dowództwu 2 Armii Wojska Polskiego. W czasie forsowania Nysy działała jako odwód przeciwpancerny armii. W kwietniu jej poszczególne pułki wspierały działania 7 i 9 DP w walkach pod Rothenburgiem nad Weisser Schops, pod Niesky i Kasel. Ciężkie boje toczyła pod Dauban. Brała udział w walkach pod Budziszynem, pod Luppa, Neubrahno i Lomske. Wspierała 5 Dywizję piechoty pod Zescha. W operacji praskiej brygada działała jako odwód przeciwpancerny armii. Zakończyła działania bojowe 10 maja w Litomerice w Czechosłowacji.
|  |  |  |  |  |

## Sztandar brygady

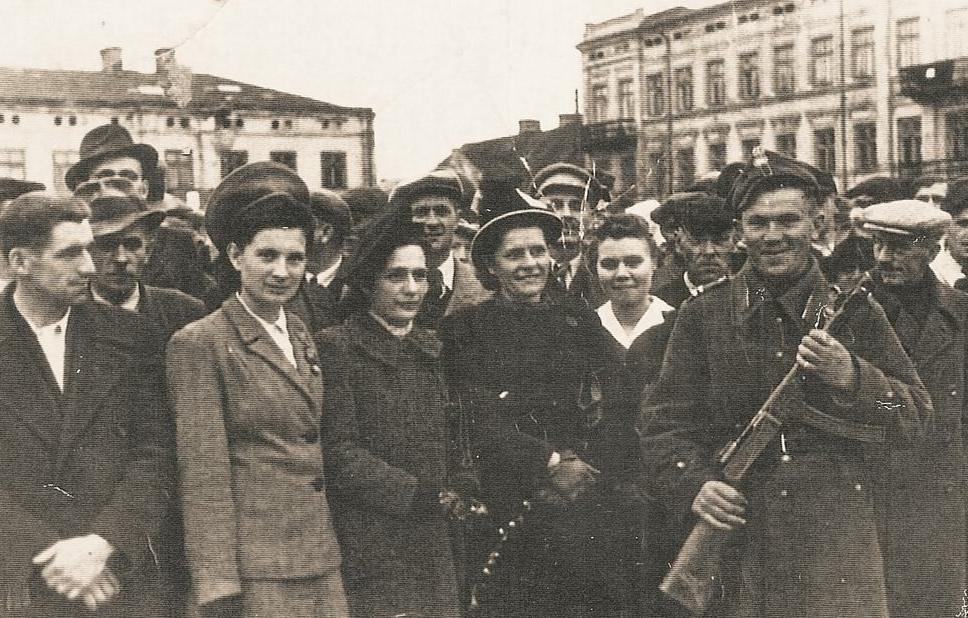
Jeden z żołnierzy 14 Brygady Artylerii Przeciwpancernej witany na pl. Kościuszki w Tomaszowie. Maj 1945.

Inicjatywa ufundowania sztandaru została podjęta przez Towarzystwo Przyjaciół Żołnierza gminy Pawłów. Przekazanie sztandaru nastąpiło 2 kwietnia 1945 roku w rejonie Wilczyna. Wręczenia dokonał dowódca 2 Armii Wojska Polskiego gen. dyw. Karol Świerczewski.
Opis sztandaru:

Płat o wymiarach. 102x100 cm, z trzech stron obszyty żółtą frędzlą, przymocowany do drzewca za pomocą dziewięciu kółek i wkrętów. Drzewce z jasnego politurowanego drewna, skręcane z dwóch części za pomocą okuć stalowych. Głowica w kształcie orła wspartego na cokole. Przy drzewcu biało-czerwona wstęga.
Strona główna:

Czerwony krzyż kawalerski, pola między ramionami krzyża białe. Pośrodku haftowany biało-szarą nicią orzeł) w otoku wieńca laurowego. Na ramionach krzyża haftowany żółtą nicią napis: „HONOR I OJCZYZNA”. Na białych polach w otoku wieńców laurowych, haftowanych żółtą nicią cyfra „14".
Strona odwrotna:

Na czerwonym tle malowana i haftowana podobizna Bartosza Głowackiego. Wokół wizerunku napisy haftowane szaro-złotą nicią: „14-a SAMODZIELNA BRYG. ART. P.PANC. IM. BARTOSZA GŁOWACKIEGO”. Poniżej wizerunku napis: „DAR OB. GM. PAWŁÓW. P. CHEŁM”. W czterech rogach haftowane kontury tarcz, a w trzech z nich napisy haftowane szaro-złotą nicią: „58 P.ART”; „63 P.ART”; „78 P.ART.”.

## Żołnierze brygady
Dowódcy brygady
- mjr Gorlenko 28 VIII – 7 IX 1944
- mjr Konstanty Głuchowski 7–14 IX 1944
- płk Borys Charkiewicz 19 IX 1944 – 9 V 1945

Odznaczeni Krzyżem Srebrnym Orderu Virtuti Militari
- por. Wasyl Chlustow
- bomb. Mieczysław Marecik